# Ofensiva de Maskanah
A Ofensiva de Maskanah foi uma operação militar lançada pelo Exército Árabe Sírio, com o apoio da Força Aérea Russa, com objectivo de conquistar Maskanah, bem como libertar toda a região de Maskanah do Estado Islâmico do Iraque e da Síria, e, chegar à província de Raca.

## Ofensiva

### Base Aérea de Jirah
Iniciada a 9 de maio, o primeiro objectivo desta ofensiva foi a libertação da base Aérea de Jirah, e, apesar de o primeiro ataque ter sido repelido pelo Estado Islâmico, a 12 de maio, a base aérea estava sob o controlo do Exército Sírio, e, no dia seguinte, a base foi, definitivamente, assegurada pelo Exército Sírio, após repelir um contra-ataque dos militantes islâmicos.
Após a libertação da base de Jirah, o Exército Sírio direccionou o seu ataque para sul em direcção ao bastião do Estado Islâmico, a cidade de Maskanah.

### Maskanah
Entre 17 de maio a 24 de maio, as tropas sírias libertaram mais de 20 localidades, ficando a 6 km de Maskanah.
A 26 de maio, o Exército Sírio iniciava o seu ataque decisivo sobre Maskanah, conquistando mais localidades, ficando a, apenas, 3 km da cidade.
Nos dias seguintes, as tropas sírias continuavam a avançar, libertando diversas localidades, e, pelo final de maio, o Exército Sírio e seus aliados estavam a menos de 2 km da cidade.
No início de junho, o Exército Sírio libertava mais de 15 localidades em redor de Maskanah, e, assim, de facto, montando um cerco sobre a cidade.
A 3 de junho, Maskanah era libertada pelo Exército Sírio, e, assim, o Estado Islâmico perdia o seu último bastião na província de Alepo.

## Consequências - Avanço sobre Raca
Após a conquista de Maskanah, o Exército Sírio continuou com a sua ofensiva em direcção à província de Raca, conseguindo, a 6 de junho, pela primeira vez desde 2014, entrar na dita província.
A ofensiva em Raca continuou, tendo o Exército Sírio feito grandes avanços sobre posições do Estado Islâmico a 13 de junho, aproximando-se da cidade de Raca, capital do Estado Islâmico.